# Ard-Rí
 (décembre 2021).
Si vous disposez d'ouvrages ou d'articles de référence ou si vous connaissez des sites web de qualité traitant du thème abordé ici, merci de compléter l'article en donnant les références utiles à sa vérifiabilité et en les liant à la section « Notes et références ».
Ard-Rí est un jeu inspiré des principes de Diplomatie. « Ard-Rí » signifie « roi suprême » en gaélique irlandais.
Jeu conçu par Stuart John Bernard en 1998, joué dans un premier temps sur Internet, il n’a été édité que deux ans plus tard par Stupendous Games en 2000. Le jeu est encore pratiqué par les mêmes sites en anglais que le jeu Diplomatie.
Ce jeu dérivé de Diplomatie se distingue principalement de ce dernier par un nombre de joueurs réduit à cinq ou six et des carte et époque différentes (le contexte de l’Irlande celtique avant sa christianisation : la première année jouée est l’an 379). Le jeu commence par une phase d’ajustements sur une carte dépourvue d’unités, les règles de la carte introduisent aussi les possibilités de raids (et de capture de centres fictifs en dehors de la carte) de la part des flottes ; dans le cas d’une partie à six, le sixième joueur incarne des Vikings venant aussi de l’extérieur de la carte. Les autres règles restent identiques.